# S 1 (sommergibile Italia 1915)
L’S 1 è stato un sommergibile della Regia Marina, in precedenza appartenuto alla Royal Navy.

## Storia

### Il servizio per la Royal Navy
L’S 1 prestò servizio solo per pochi mesi nella Marina britannica. 
Nel giugno 1915, mentre si trovava in missione, fu colto da un guasto ai motori; l'equipaggio del sommergibile assalì e catturò un peschereccio tedesco, l’Ost, e lo impiegò per rimorchiare il sommergibile alla base.
Nello stesso mese la Regia Marina, entrata nel frattempo in guerra a fianco delle potenze della Triplice intesa, chiese ed ottenne la cessione dell’S 1 e dei suoi due gemelli da parte degli inglesi (i tre sommergibili erano infatti stati costruiti su progetto italiano ed erano molto simili a quelli in servizio nella Regia Marina).

### La cessione alla Regia Marina ed il servizio sotto bandiera italiana
Tra la metà di settembre e l'inizio di novembre 1915 ebbe luogo il trasferimento dal Regno Unito alla base di La Spezia.
Una volta operativo, il sommergibile fu dislocato a Taranto, agli ordini del tenente di vascello Ottavio Siccoli.
In un primo tempo operò in funzione difensiva nel golfo di Taranto.
Tra maggio e giugno 1916 svolse quattro missioni offensive al largo di Capo Medela e Punta d'Ostro, a meridione di Cattaro, facendo in tale periodo base a Venezia.
Nel settembre dello stesso anno, necessitando di lavori ai motori (che davano molti problemi, come sulle unità gemelle), fu disarmato a La Spezia.
Nel gennaio 1917, a lavori ultimati, fu stanziato a Brindisi – comandante del sommergibile era al momento il tenente di vascello Francesco Quentin, poi rimpiazzato dal parigrado Gancia – e sino a luglio svolse dieci missioni difensive al largo della base pugliese.
Inviato all'Arsenale di La Spezia il 22 agosto 1917, vi fu disarmato il 20 settembre 1918 e rimase in tale stato sino al 23 gennaio 1919, data della sua radiazione.
Fu successivamente demolito.